# Crusaders of Might and Magic
| Сводный рейтинг       | Сводный рейтинг                        |
| Агрегатор             | Оценка                                 |
| --------------------- | -------------------------------------- |
| GameRankings          | 53,37 % (PC) 59,67 % (PS)              |
| MobyRank              | 50/100 (Playstation), 56/100 (Windows) |
| Иноязычные издания    |                                        |
| Издание               | Оценка                                 |
| GameSpot              | 6,7/10 (Playstation), 5,5/10 (Windows) |
| GameSpy               | 67/100 (Windows)                       |
| IGN                   | 4,0/10 (Windows), 3,0/10 (Playstation) |
| Русскоязычные издания |                                        |
| Издание               | Оценка                                 |
| Absolute Games        | 45 %                                   |

Crusaders of Might and Magic (с англ. — «Крестоносцы меча и магии») — игра в жанре Action/RPG с видом от третьего лица, разработанная студией компании 3DO, находящейся в Остине, штат Техас. Для Microsoft Windows и PlayStation были выпущены отличающиеся версии игры. Неоднократно локализовывалась на русский язык.

## Разработка
Изначально планировалось выпустить обе версии игры одновременно к Рождеству в 1999 году. Однако версия для Playstation разрабатывалась в течение нескольких лет, в то время как команде, разрабатывающей версию для Windows, было дано всего 7 месяцев для того, чтобы создать полноценную игру от третьего лица на основе имеющегося движка шутера от первого лица Requiem: Avenging Angel.

## Сюжет
Действие игры проходит в вымышленной вселенной Might and Magic, в мире Ардон. Игра открывается сожжением небольшой деревни Легионом Падших (англ. Legion of the Fallen), армией нежити под командованием Некроса. Мальчик по имени Дрейк спасается из побоища и скитается по Ардону, стремясь отомстить нежити. Во время атаки огров на его лагерь, Дрейка спасает слепой отшельник Номанди, который становится его учителем.
В версии для PlayStation первый игровой эпизод начинается с побега Дрейка из замка, в который он был доставлен схватившей его нежитью. Дрейк совершает побег с помощью Селестии, владычицы Цитадели, и начинает службу в рядах крестоносцев под её руководством. Выполняя задания, он формирует альянсы между различными расами, и в конце концов добивается победы над армиями нежити. Преследуя Некроса на его летающем корабле, он находит портал между измерениями — врата Криганов. Уничтожив портал и добившись полной победы над Легионом, Дрейк становится новым лидером крестоносцев.
Сюжет версии для Windows несколько отличается: в ней присутствуют уровни, отсутствующие в версии для Playstation, некоторые уровни проходятся иначе. Отличаются также сюжетные линии, связанные с некоторыми персонажами, а последняя битва проходит на летающем корабле Некроса, без каких-либо упоминаний о вратах Криганов.

## Игровой процесс
В обеих версиях игры, вначале у Дрейка нет оружия, но игрок вскоре находит оружие для рукопашного боя и щит. Игровой процесс построен в основном на боях, хотя в игре есть и система инвентаря, а также различные предметы, которые могут использоваться в ходе игры. В версии для Windows присутствует простая система набора опыта, в которой повышение уровня связывается с убийством врагов. В версии для Playstation ролевая система более сложная: игрок может улучшить навыки владения определённым оружием, заклинаниями или метательными предметами.
В игре представлено 3 уровня сложности. На более высоких уровнях сложности изменяются в основном способности Дрейка, связанные с атакой и защитой от врагов.
В ходе игры можно найти книги заклинаний, которые позволяют Дрейку произносить новые заклинания (или улучшают уже существующие в версии для Windows). Заклинания используют ману, при этом их можно использовать снова только по прошествии определённого периода времени. В версии для PlayStation так же есть возможность прицеливаться боевыми заклинаниями, используя вид от первого лица, в версии для Windows подобной механики нет и надо ориентироваться на центр экрана. Некоторые заклинания произносятся не мгновенно, и в это время Дрейк уязвим для атак.
В версии для PlayStation можно улучшать оружия и броню, приобретая различные талисманы и руны. Кроме того, в этой версии игры присутствует специальный уровень сложности, который открывается после прохождения игры, и на котором уже в начале игры доступны все оружия, заклинания, талисманы, руны и бесконечное число предметов.